# Faculdade de Farmácia e Odontologia da Universidade de São Paulo
A Faculdade de Farmácia e Odontologia da Universidade de São Paulo foi uma instituição de ensino superior brasileira, que se desmembrou, em 1962, nas atuais Faculdade de Odontologia e Faculdade de Ciências Farmacêuticas da Universidade de São Paulo (USP).

## Histórico
Fundada em 1898 como Escola Livre de Pharmacia de São Paulo, era uma instituição particular que, antes de ser incorporada à USP, teve várias denominações. 

## Cronologia
- 1891 - Criação da Academia de Medicina, Cirurgia e Pharmacia, em São Paulo.
- 1894 - Fundação da Sociedade Pharmaceutica Paulista.
- 1898 - Bráulio Gomes propõe a criação de uma escola de farmácia e recebe apoio da Sociedade de Medicina e Cirurgia. A Revista Médica de São Paulo considera de "magno interesse" a criação da Escola Livre de Pharmacia, e solicita apoio do governo do estado. Em novembro, reúne-se pela primeira vez a congregação da Escola de Pharmacia, que indica como primeiro diretor da escola o professor Bráulio Joaquim Gomes.